# Francesc de Vinatea
Francesc de Vinatea (Morella, 1273 - València, 1333) va ser jurat en cap de València el 1333, moment en què tingué lloc l'intent del rei Alfons el Benigne, influït per la seua segona muller, Elionor de Castella, de cedir part del territori del Regne de València a l'infant Ferran (fill d'Elionor).

## Biografia
Francesc de Vinatea és un personatge quasi totalment desconegut, amb potser un component un poc mític quant a la resistència foral valenciana. No consta com a jurat a les actes del Consell Municipal, i l'única referència que en tenim ens ve de la Crònica de Pere el Cerimoniós on apareix amb el nom de Guillem de Vinatea, i malgrat tot, la tradició el fa jurat en cap de la ciutat de València.
Fou un personatge clau en el conflicte amb el rei Alfons el Benigne de l'any 1333: arribat de Morella, no sabem ni quan ni per quina raó a la ciutat de València, encapçalà una missió davant el rei que visitava València aquell any de 1333. La intenció de repartir part dels senyorius del regne al fill de Leonor, cosa que suposava, per tant, el trencament dels furs i del regne, va ser vista amb bons ulls pels nobles que defenien d'antuvi l'aplicació dels furs aragonesos, però d'altres, com ara Ot de Montcada i el poble pla, van reaccionar-ne en contra de la decisió i en defensa dels furs valencians. Suposadament, Francesc de Vinatea exposà els punts de vista de la ciutat de València i les seues reivindicacions amb tanta vehemència que, malgrat l'opinió de la reina castellana Leonor, que apostava per executar-lo donada la insolència amb què els havia parlat, Alfons el Benigne decidí fer-se enrere i cancel·lar les donacions de viles reials a l'infant Ferran, i així va evitar l'avalot que s'estava formant als carrers de València i en altres llocs.
Francesc de Vinatea es morí aquell mateix any 1333 per causes desconegudes, la qual cosa ha fet sospitar als estudiosos si no tingué a veure amb la seua defensa aferrissada contra les intencions reials.

## Usos públics de la seua figura

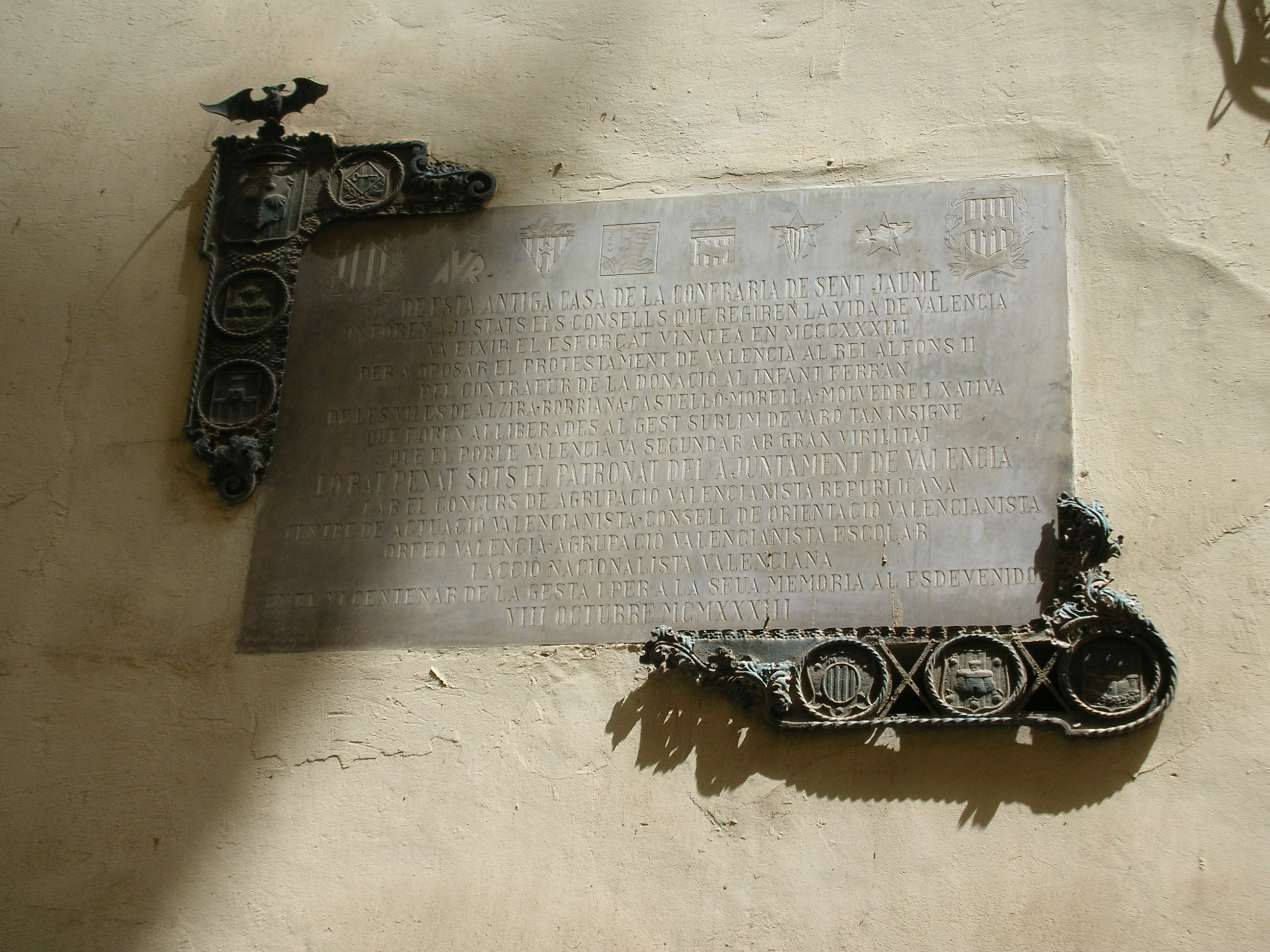
Placa commemorativa de la gesta de Vinatea, en la façana del Convent de la Puritat, a la ciutat de València.

Francesc de Vinatea és un dels personatges mítics valencians, com ara poden ser, entre d'altres, Joan Baptista Basset o el Palleter, per haver defensat el Regne de València d'atacs als seus furs o al seu territori.
Així, el seu nom ha estat utilitzat per alguns moviments polítics com a símbol de resistència en diferents èpoques. A finals del segle xx, hi ha hagut diferents pintades i actes de violència de marcat caràcter espanyolista, signats anònimament per un Colectiu Vinatea (sic) vinculat al GAV.
A més, des de les institucions s'ha tractat de reivindicar el seu llegat. Les Corts Valencianes tenen uns premis al seu nom: l'Alta Distinció Francesc de Vinatea. Igualment, l'autoproclamada Real Acadèmia de Cultura Valenciana (RACV) també fa entrega d'uns premis que porten el nom del morellà.

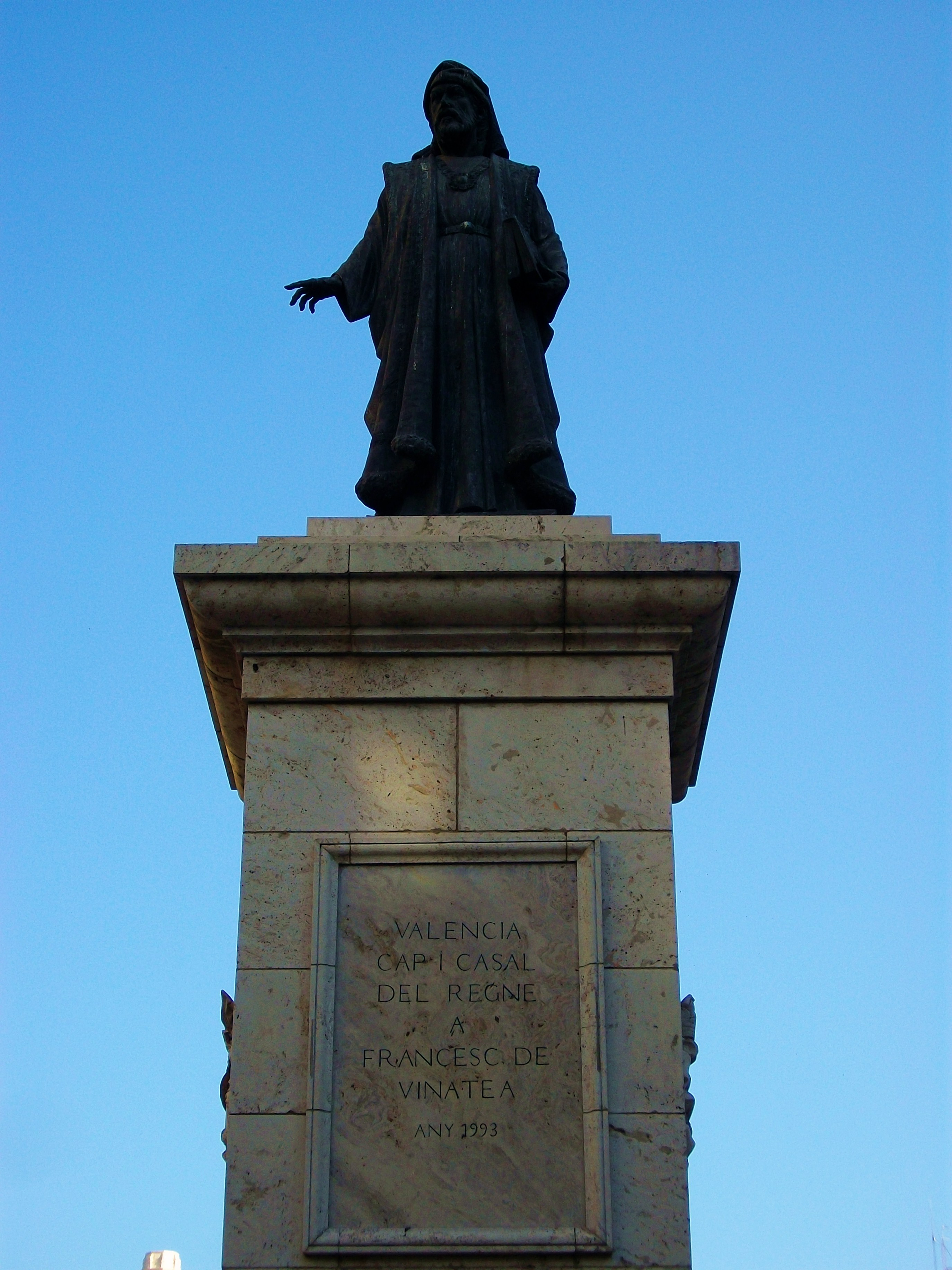
Estàtua de Francesc de Vinatea a la Plaça de l'Ajuntament de València.

La seua figura s'ha convertit en un mite de la resistència foral del Regne als intents feudalitzants. Tant és així que Vinatea ha comptat amb un gran nombre d'homenatges a les últimes dècades. Seua és l'estàtua principal que s'erigeix a la Plaça de l'Ajuntament de València. Vinatea està representat amb la vestimenta típica del segle xiv, de peu i amb un llibre a la mà. Al pedestal es troba la següent inscripció: València, Cap i Casal del Regne a Francesc de Vinatea. Any 1993. L'estàtua s'ubica exactament on hi estava l'estàtua del general Franco entre el 1964 fins a la seua retirada el 1983, essent alcalde de la ciutat el socialista Ricard Pérez Casado.
Finalment, la figura de Francesc de Vinatea ha estat representada en diverses peces artístiques. Matilde Salvador va compondre una òpera sobre el personatge, amb llibret de Xavier Casp, que va ser estrenada al Gran Teatre del Liceu el 1974. En teatre, Joan Llonín va escriure: Los jurados de Valencia, o sea el heroico Vinatea, que es va estrenar a Barcelona el 1821. Finalment, apareix en obres pictòriques com Guillem de Vinatea exigint d'Alfons III la revocació del contrafur, Emili Sala, 1878; o els murals de la Sala dels Furs de la casa de la ciutat de València fets per Ramon Stolz el 1958.